# Porto da Póvoa de Varzim

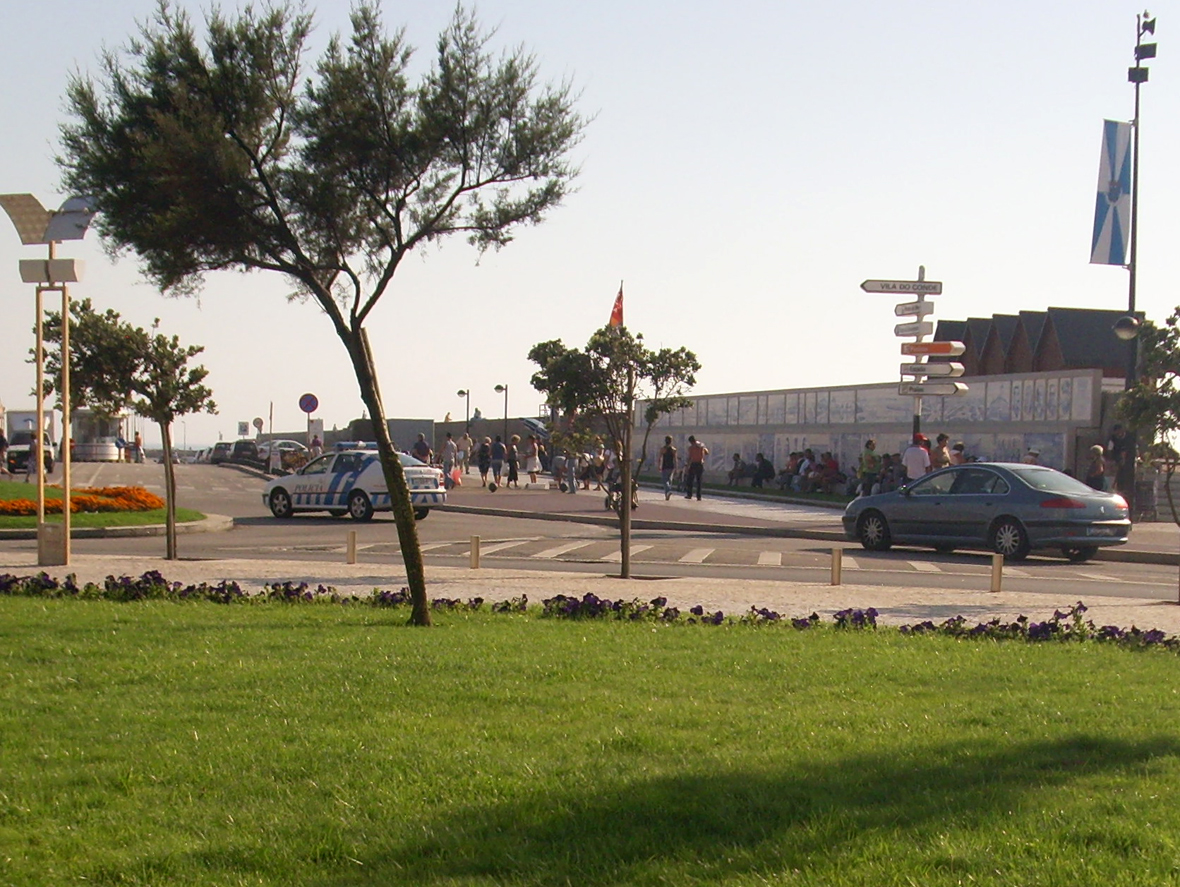
entrada para a Lota.

O Porto da Póvoa de Varzim, que na Idade Média se denominava Porto de Varzim (Porto de Veracim em português arcaico), é um porto construído Enseada da Póvoa, na cidade da Póvoa de Varzim em Portugal. Nesta pequena baía o pescador local desenvolveu a Lancha poveira, hoje desaparecida. Os conhecimentos poveiros na construção naval e conhecimento dos mares foram relevantes durante a era dos descobrimentos. O Porto foi outrora uma porta comercial com o Norte da Europa, posteriormente com o império português e um importante porto piscatório, de onde partiam lanchas para a pesca do Bacalhau na Terra Nova.

## História
As origens do porto remontam ao século XI dado que é desta época que a enseada começou a ser usada regularmente por embarcações, por ser uma zona mais ou menos abrigada. Teve importância fundamental para o desenvolvimento da Póvoa de Varzim.
D. Guterre Pelayo,  natural da província francesa da Gasconha, veio de França com o Conde D. Henrique, tornou-se senhor de Varzim. Segundo o Livro de Linhagens, recebeu do conde o porto de Varzim entre muitas outras possessões. Um seu bisneto, Lourenço Fernandes da Cunha foi um dos cavaleiros que, em 1176 que acompanharam o infante D. Sancho no ataque a Sevilha, voltando com um bom saque. Tinha grande fortuna em Villa Verazim e arredores. No lugar de Veracim dos Cavaleyros (Varzim dos Cavaleiros), que era honra dos cavaleiros, tinha dois paços de filhos e netos.
Um dos filhos de Lourenço Fernandes da Cunha foi D. Gomes Lourenço da Cunha, que casou por duas vezes, a primeira com Teresa Gil da Arões filha de Gil Guedaz Guedeão (1170 -?) e de D. Maria Fernandes de Sousa (1150 -?), rico e muito influente, foi padrinho do rei D. Dinis I de Portugal.
D. Gomes Lourenço, deduz-se das próprias Inquirições de 1290, aproveitou as suas relações com pessoas importantes para lhe reconhecerem como honra o porto de Varzim, localizado no reguengo de Veracim de Jussãao (Varzim de Jusão), tentando convencer D. Dinis de que seu pai, Afonso III, lho tinha usurpado injustamente. Assim, Gomes Lourenço e sua linhagem, que fazem parte da honra de Varzim (honrra de Veracim), vão ao porto obter o navão dos pescadores, com a justificação da honra de Varzim. D. Gomes Lourenço e D. Dinis já tinham questões por causa de metade do direito do padroado na igreja de S. Miguel da Cunha, que o tribunal eclesiástico de Braga em 1285 declarou o rei como verdadeiro possuidor.
Assim, D. Dinis concede foral a Varzim em 1308, mandando os Varzinenses criar uma Póvoa marítima, incentivando o desenvolvimento agrícola e a utilização do porto para o transporte de produtos, como o pão, vinho e sal, para além da pesca, da qual o rei tirava os melhores proveitos, "a baleia, o roaz ou cousa real", ou seja, o peixe de maior rendimento. Uma cláusula do foral manda os povoadores, que trouxessem barcas ou baixéis, com pão, vinho, sal ou sardinhas, e descarregassem no porto da Póvoa de Varzim, dessem de cada barca ou baixel, 7 soldos. Eram os direitos da alfândega que pertenciam ao rei e que substituíam o navão (um peixe de cada barco).
Até ao século XVII a actividade piscatória era pouco desenvolvida. No século XVI, os pescadores passaram a desempenhar funções ligadas à actividade marítima, como pilotos ou mareantes, devido aos seus elevados conhecimentos náuticos. Os pescadores de Entre-Douro-e-Minho já pescavam na Terra Nova em 1506. No ano 1547 fez-se um registo de entradas e saídas de navios pelo guarda-mor Gonçalo Annes Cadilhe, onde se destaca um navio inglês. Consta de documentação a construção da célebre nau de guerra N.S. de Guadalupe naquela enseada, comandada pelo capitão poveiro Diogo Dias de São Pedro, que se celebrizou na esquadra que se reuniu em Lisboa para restaurar Pernambuco no dia 15 de Março de 1631, que os holandeses tinham ocupado desde 1630. A nau foi construída pelos comerciantes poveiros e o Capitão Diogo Dias não só não quis aceitar as gratificações do governo, como pagou da sua bolsa aos tripulantes da nau, que o seguiram com fidelidade e presenciaram a sua dedicação e coragem. Ali regressara, mais tarde, vinda de comerciar de Angola. O seu irmão, António Cardia foi piloto-mor da armada portuguesa e já se tinha destacado na defesa e libertação da cidade da Bahia, também dominada pelos holandeses. É no século XVII que algyuns pescadores passam para carpinteiros da Ribeira, devido ao aumento da construção naval que se verificou no porto poveiro.

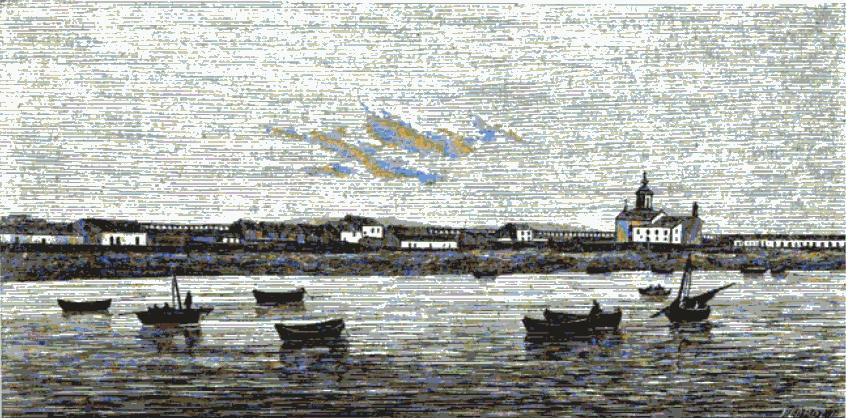
Farol da Lapa visto da enseada por volta de 1868.

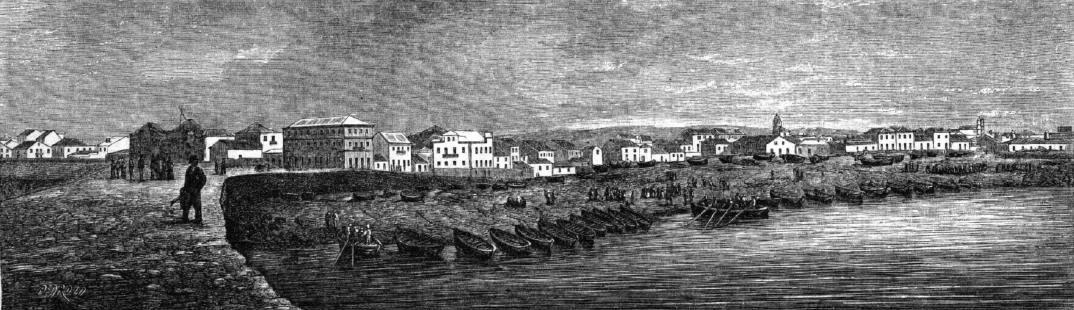
Vista para o Centro da Póvoa de Varzim a partir do Paredão de D. Maria I em meados do século XIX, resultado das intervenções de Oudinot.

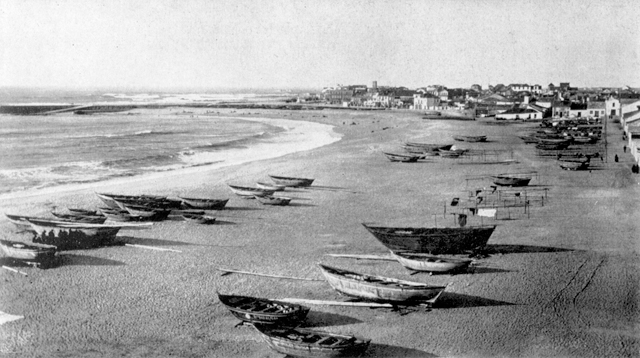
Aspecto do porto na primeira metade do século XX.

No século XVII, o negócio da salga de peixe desenvolveu-se bastante, o que leva a que, um século depois, a Póvoa se transforme na maior praça de pescado do norte do país, abastecendo até mesmo as províncias do interior com um batalhão de almocreves.
Carvalho da Costa, na Corografia Portuguesa, de 1706, nota que a Villa da Póvoa de Varzim é povoação antiga, com porto de enseada, em que antigamente entravam e saiam navios, da qual foi senhor Dom Goterre, tronco dos Cunhas... Um manuscrito do século XVIII nota também que: "Há nesta vila uma das melhores enseadas deste reino; a natureza, por disposição do Autor dela, a formou, e, se a arte, por mandato do rei e senhor, a aperfeiçoasse, seria uma maravilha da Europa". D. Maria I, antes de enlouquecer, autoriza a construção do paredão do porto da Póvoa em 21 de Fevereiro de 1791. Para a executar, o Corregedor Almada pediu a Reinaldo Oudinot a execução da obra. A edificação do paredão começou em 1795. No entanto, em 1792 htinha sido construída uma doca de abrigo, à entrada do Esteiro, denominada «Caldeira da barra». A obra foi considerada  não concluída visto que seria necessário outro cais na parte sul, até ao pé da barra, para tornar menos forte a corrente. Esta parte concluída, na parte norte da enseada,  ou Paredão de D. Maria I, posteriormente Paredão de D. Luís I, depois de pequenas obras durante o seu reinado.
Em 1857, a câmara pediu ao rei um porto de abrigo: «que seria em Portugal um porto tão bom, melhor que o de Vigo». No entanto, o regime liberal não dá atenção às questões poveiras. Devido ao assoreamento da Barra da Póvoa, no início do século XX, vários pescadores passam a descarregar no Porto de Leixões, um novo porto artificial, para onde se muda uma parte significativa da população piscatória. A emigração para várias paragens é, nesta época, significativa. Só no período do Estado Novo é que o porto foi concluído, depois de 200 anos de pedidos por parte dos poveiros. As obras começaram em 1939 para terminar na década de 1950, a pedra foi obtida no local onde hoje existe a Lagoa da Pedreira. Um dos maiores defensores para a construção de um porto de abrigo, por toda a enseada, foi Caetano Vasques Calafate (1890 - 1963), um professor e jornalista que defendia este desejo da classe piscatória local na imprensa de Lisboa e Porto. No entanto, o próprio reconhece e felicita a intervenção do presidente da Casa dos Poveiros do Rio de Janeiro, Apílio Oliveira, que enviou uma mensagem a Salazar por intermédio da Embaixada Portuguesa no Rio de Janeiro.
No molhe sul do porto, está hoje localizada a Marina da Póvoa que foi construída, em conjunto com várias outras melhorias, no final da década de 1990, pela Câmara Municipal, que finalmente viu disponíveis os recursos da concessão de jogo do Casino da Póvoa. No entanto, persistiam os problemas de assoreamento devido à falta de manutenção da barra, afastando muitos dos pescadores locais, inclusive para portos galegos.
Recentemente, o estado do Porto, em especial o desgaste e envelhecimento do molhe sul, e a barra (banco de areia) têm sido problemas constantemente levantados pelos pescadores. Em Agosto de 2009, o IPTM comprometeu-se a fazer uma grande dragagem de areias, depois de greves dos pescadores. O presidente da Associação Pró-Maior Segurança dos Homens do Mar notou que esta intervenção "é a maior realizada na barra da Póvoa de Varzim", permitindo que "haja boa navegabilidade nesta zona e uma barra operacional como nunca houve". O IPTM tinha-se comprometido anteriormente a fazer a remodelação do Molhe Sul na primavera de 2009. A Associação Pró-Maior Segurança do Mar notou que era preferível uma remodelação integral do porto, outros apontaram soluções permanentes para a Barra, como o prolongamento do Molhe Norte.